# Невьянская икона (музей)

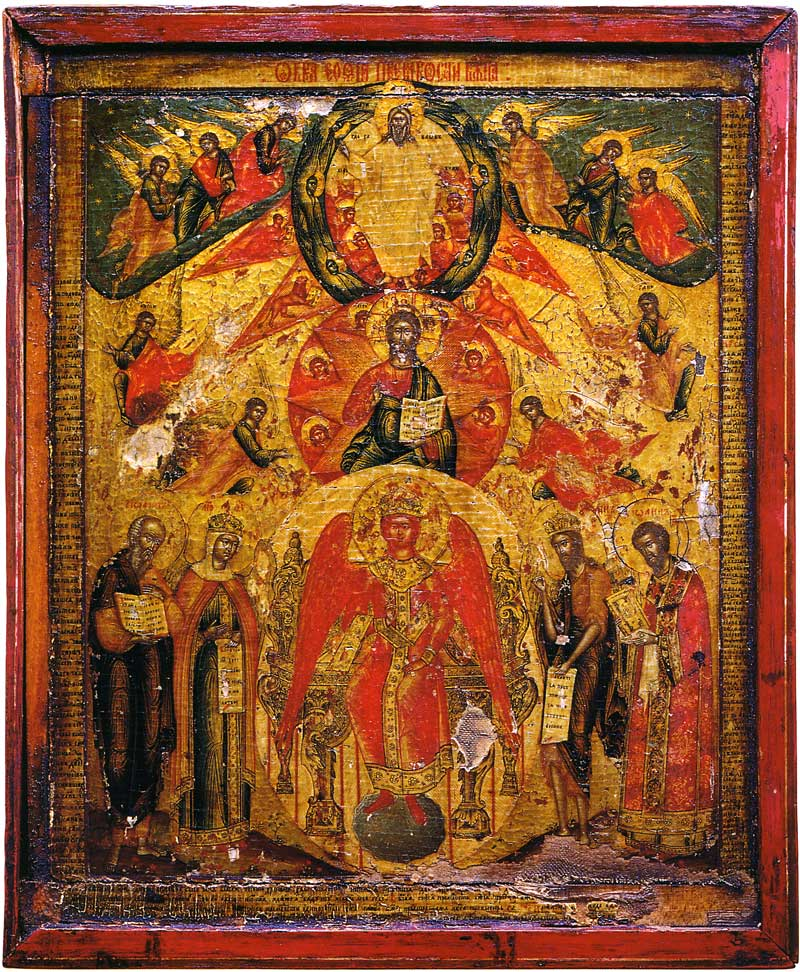
София Премудрость (Невьянск, XVIII в.)

Музей «Невьянская икона» — частный музей икон в Екатеринбурге. Здесь представлено более 700 невьянских икон XVIII—XX веков.
Музей был открыт в 1999 году Евгением Ройзманом на основе личной коллекции. По словам главного куратора Максима Боровика, в первые пять лет его посетили более 200 000 человек. Основной целью музея является сохранение такого культурно-исторического и художественного явления, как невьянская икона.

## История
Документально подтверждено существование невьянской иконы с 1734 года (икона «Богоматерь Египетская») до 1919 года («Спас Вседержитель»). Фактически в музее есть ещё более ранние невьянские иконы, а последние тайные иконописцы, по всей видимости, работали в 1950 году. Явление, называемое «Высокий Невьянск», практически не переживёт конец XVIII века. С воцарением Александра I, общим расцветом и развитием промышленности на Урале, невьянская иконопись получила новое рождение. Получая заказы от богатых фабрикантов, откупщиков и владельцев приисков, невьянские мастера династии Богатыревых создавали великолепные шедевры до конца 1830-х годов, но оригинальные, подлинные, строгие невьянские иконы остались в XVIII веке.
С 1997 года Евгений Ройзман искал помещения для музея, храня многочисленные иконы у себя дома. В 1999 году предприниматель, владелец финансово-промышленной группы «Финпромко» Анатолий Павлов предоставил первый этаж своего здания в центре Екатеринбурга по адресу улица Толмачёва, 21. Музей открылся для посетителей 4 декабря 1999 года, став первым в России частным музеем иконы.
В 2009 году экспозиция музея была на два месяца вывезена на выставку в Москву, а после возвращения в Екатеринбург музей открылся в новом, более просторном помещении по адресу улица Энгельса, 15, расположившись на двух этажах.

## Происхождение названия
В XVIII веке в Невьянске (Уральские горы) был небольшой старообрядческий центр. Там было только несколько мастерских, опыт иконописи был всего 100 лет. У иконописцев была непростая жизнь: регулярные облавы, обыски. Мастера прятались в скитах. Они не творили на продажу, кроме случаев, когда им было приказано. Люди уважали иконописцев, все они были грамотными. Их заказчики тоже были грамотными, а также умудрёнными и очень богатыми старообрядцами. Они знали, что они хотели бы получить за свои деньги. К тому же все они были искренне верующие, и они были готовы сделать всё для своей веры. Вот почему появилось такое явление как «невьянская икона». Существует не так много невьянских икон, но каждая из них является драгоценным сокровищем. Иногда музей принимает иконы, которые не могут быть восстановлены, от них остались лишь фрагменты.

## Деятельность музея
Совместно с музеем в Свердловском художественном училище имени Шадра создано отделение реставрации икон, единственное в России.
Кроме икон в музее также выставляются работы уральских художников Брусиловского, Сажаева, Метелева и Алексеева-Свинкина.
Работники музея занимаются научной и издательской деятельностью, было выпущено несколько альбомов не только с Невьянскими иконами, но и по другим регионам.
Вестник музея «Невьянская икона» — вышли 5 выпусков и приложение.
- Выпуск 1, 2002[5]
- Выпуск 2, 2006[6]
- Выпуск 3, 2010[7]
- Выпуск 4, 2013[8]
- Выпуск 4: Приложение: К истории Невьянского завода, 2013
- Выпуск 5, 2017[9]

## Экспозиции
Первая экспозиция музея была в мае 2005 года в Ферапонтово. В этом же году была организована выставка в Ярославском государственном историко-архитектурном и художественном музее-заповеднике.В 2006 году музей проводил выставку в Москве в Центральном музее древнерусской культуры и искусства имени Андрея Рублёва. Затем была ещё одна экспозиция икон в Ярославле. В 2009 году выставка икон проходила в галерее искусств Зураба Церетели. В декабре 2018 года выставка открылась в Московском музее русской иконы; в 2019 году выставку посетил митрополит РПсЦ Корнилий.

## Общая информация
- Главный куратор: Максим Петрович Боровик.
- Адрес: г. Екатеринбург, ул. Энгельса, 15.

## Список литературы
- Интервью Евгения Ройзмана «О музее невьянской иконы», 2008 опубликовано на iconmuseum.ru
- Музей невьянской иконы // Православный вестник. 2010. № 8 (97).